# Superaislante
Un superaislante es un material que a bajas temperaturas en ciertas condiciones tiene una resistencia infinita y ninguna corriente pasará a través de él. El estado superaislante tiene muchos paralelismos con el estado de superconductor, y puede ser destruido (en una transición de fase súbita) por aumento de la temperatura, campos magnéticos y la tensión.

## Descubrimiento
El estado superinsulating se observó por primera vez en una película de nitruro de titanio en abril de 2008 por los científicos rusos Valerii Vinokur y Tatyana Baturina que trabajan en el Laboratorio Nacional de Argonne, EE. UU. En la actualidad no se sabe si el estado superaislamiento observaron significa que la constante dieléctrica del material tiende a infinito, o si el material sólo tiene cero de conducción como se encontraría en el vacío.
Otros investigadores han visto el mismo fenómeno en las películas de óxido de indio y desordenados, pero se han propuesto una explicación diferente para sus observaciones.

## Mecanismo
Tanto la superconductividad y superaislamiento son causados por el emparejamiento de conducción electrones a bajas temperaturas en pares de Cooper. En los superconductores, todos los pares se mueven al unísono, permitiendo que la corriente sin resistencia. En superaislantes los pares de Cooper se evitan unos a otros, lo que impide que la corriente fluya. En los enlaces externos aparece un diagrama de fases que muestra los paralelismos con la superconductividad.

## Posibles aplicaciones
Los superaislantes potencialmente se podrían utilizar para crear baterías que no pierden carga cuando no está en uso. Combinado con los superconductores, se podrían utilizar los superaislantes para crear los circuitos eléctricos con casi ninguna pérdida de energía en forma de calor.

## Crítica
Se ha sugerido por varios autores que el "superaislante" no puede ser un nuevo estado fundamental del sólido, sino que más bien está causado por el calentamiento en no equilibrio de los electrones con respecto a los fonones a bajas temperaturas. Esto se fundamenta en el hecho de que el salto en las características corriente-tensión, un sello distintivo del estado superaislante, se observó también en otros sistemas, tales como YxSi1-x, donde no existen correlaciones superconductores conocidas.